# Altaiskoje

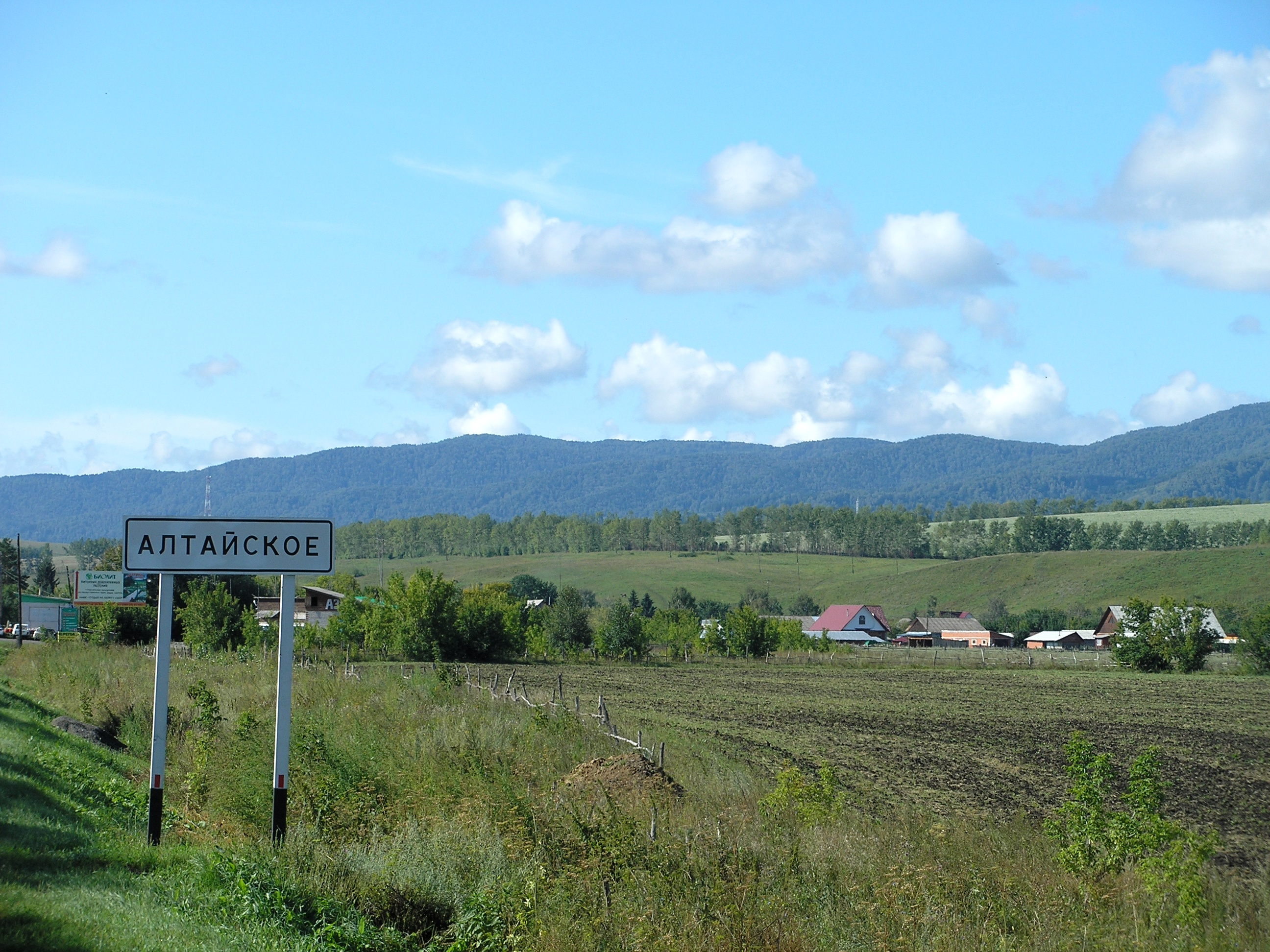
Ortseingang von Altaiskoje aus Richtung Norden (Sowetskoje)

Altaiskoje (russisch Алта́йское) ist ein großes Dorf (selo) in der Region Altai (Russland) mit 13.713 Einwohnern (Stand 14. Oktober 2010).

## Geographie
Der Ort liegt am Nordrand des Altaigebirges, knapp 200 km Luftlinie (Straße 245 km) südöstlich der Regionshauptstadt Barnaul. Er erstreckt sich über mehr als 10 km im Tal der Kamenka, eines linken Zuflusses des Ob-Quellflusses Katun. Nördlich und östlich des Ortes erheben sich die unbewaldeten Gipfel der Vorberge des Altai noch auf gut 500 m, während sich im Südwesten der mit Mischwald (vorwiegend Espen, Birken und Kiefern) bewachsene Tscherga-Kamm (Tscherginski-Kamm) bereits über 1000 m Höhe erreicht.
Altaiskoje ist Verwaltungszentrum des gleichnamigen Rajons Altaiskoje (Altaiski).

## Geschichte
Das Dorf wurde 1808 als Werchnjaja Kamenka gegründet („Ober-Kamenka“, abgeleitet von Namen des Flusses; das Dorf Nischnjaja Kamenka, heute kürzer Nischnekamenka, „Unter-Kamenka“ liegt wenige Kilometer nördlich, also flussabwärts). 1834 wurde das Dorf bereits als Altaiskoje (etwa „Altai-Dorf“) bezeichnet. Im Verlauf des 19. Jahrhunderts entwickelte es sich zu einem bedeutenden Zentrum für den Handel mit den Gebirgsregionen des Altai. Eine Vielzahl von Handwerksbetrieben entstand, und zur Jahrhundertwende zählte das Dorf zu den größten Ortschaften der Region.
Im Rahmen der administrativen Neuordnung in der sowjetischen Periode wurde Altaiskoje 1925 Verwaltungszentrum eines neu gegründeten Rajons. 1961 wurde der Status einer Siedlung städtischen Typs verliehen und die Namensform Altaiski eingeführt.
Seit 1992 ist Altaiskoje jedoch trotz wachsender Einwohnerzahl wie eine Reihe vergleichbarer Ortschaften der Region mit landwirtschaftlicher Orientierung wieder „Ländliche Siedlung“ unter der alten Namensform Altaiskoje.

### Bevölkerungsentwicklung
| Jahr | Einwohner |
| ---- | --------- |
| 1939 | 9.246     |
| 1959 | 11.592    |
| 1970 | 13.099    |
| 1979 | 12.335    |
| 1989 | 12.774    |
| 2002 | 13.962    |
| 2010 | 13.713    |

Anmerkung: Volkszählungsdaten

## Kultur und Sehenswürdigkeiten
In Altaiskoje gibt es das ab 1964 entstandene Heimatmuseum des Rajons. Seit 1995 befindet es sich im heutigen Gebäude, das teilweise aus dem Jahr 1890 stammt und unter Denkmalschutz steht.

## Wirtschaft und Infrastruktur
In Altaiskoje gibt es Betriebe zur Verarbeitung landwirtschaftlicher Erzeugnisse und der Bauwirtschaft. Der Rajon ist insgesamt land- und forstwirtschaftlich geprägt. Außerdem gibt es diverse touristische Ziele. Diese liegen aber größtenteils nahe der Grenze zur benachbarten Republik Altai, wie der warme Aja-See, und haben somit wenig Bezug zum Verwaltungszentrum Altaiskoje.
Die nächstgelegene Bahnstation befindet sich gut 70 km nördlich in Bijsk. Durch den Ort führt die Regionalstraße R369, die in Katunskoje, etwa 20 km südlich von Bijsk am linken Ufer des Katun gelegen, von der nach Belokuricha führenden R368 abzweigt und dem Lauf der Kamenka aufwärts folgt. Südlich von Altaiskoje überquert die Straße, abschnittsweise unbefestigt, den etwa 900 m hohen Komarski-Pass und hat in Tscherga, bereits in der Republik Altai, Anschluss an die Fernstraße M52, den „Tschujatrakt“.